# Kortnæbbet sneppeklire
Kortnæbbet sneppeklire (Limnodromus griseus) er en mågevadefugl, der lever i Canada og Alaska.